# Lucius Papirius Mugillanus
Lucius Papirius Mugillanus entstammte der römischen Adelsfamilie der Papirier und war 444 v. Chr. Suffektkonsul sowie 443 v. Chr. einer der beiden ersten Zensoren. Wahrscheinlich ein gleichnamiger Sohn des Mugillanus war 427 v. Chr. Konsul, 422 v. Chr. Konsulartribun und 420 v. Chr. Interrex.

## Leben
Im Jahr 444 v. Chr. sollen zuerst drei patrizische Konsulartribunen und nach deren Abdankung Lucius Papirius Mugillanus und Lucius Sempronius Atratinus als Konsuln amtiert haben. Der Rücktrittsgrund der Konsulartribunen nach dreimonatiger Amtsführung habe in religiösen Bedenken gelegen. Laut dem römischen Geschichtsschreiber Titus Livius waren in den ältesten Annalen für das Jahr 444 v. Chr. nur die Namen der Konsulartribunen, nicht jedoch die der Konsuln verzeichnet, so dass nach diesen Zeugnissen anzunehmen gewesen wäre, dass die Konsulartribunen ihre Funktion ganzjährig versehen hätten. Erst der Annalist Gaius Licinius Macer habe die Namen der Konsuln in sein (nicht erhaltenes) Werk aufgenommen und sich dabei auf einen Vertrag der Römer mit der Stadt Ardea und auf die Magistratslisten der Libri lintei berufen. Auch der Historiker Dionysios von Halikarnassos fand in manchen Quellen nur die Konsulartribunen, in anderen nur die Konsuln verzeichnet und führt als Zeugnis für die Letzteren ebenfalls den Vertrag mit Ardea an. Der griechisch-sizilische Historiker Diodor, der einen der ältesten Annalisten als Quelle für seine Darstellung der frühen römischen Republik verwendete, und vermutlich auch die Fasti Capitolini nennen dementsprechend nur die drei Konsulartribunen.
Im nächsten Jahr 443 v. Chr. wurde laut Livius das Amt der Zensur neu geschaffen. Da angeblich die vornehmsten Römer nicht Zensoren werden wollten, übernahmen die Konsuln des Vorjahres, Mugillanus und Atratinus, diese Funktion, auch als Ausgleich dafür, dass sie ihr Konsulat nicht die gesamte Periode hätten ausüben können. Die Tradition, dass Mugillanus und Atratinus 443 v. Chr. die ersten Zensoren waren, wird von den Althistorikern Friedrich Münzer und Alfred Klotz für glaubwürdig gehalten.
Wahrscheinlich nicht der bisher behandelte Mugillanus, sondern ein gleichnamiger Sohn bekleidete 427 v. Chr. das Konsulat gemeinsam mit einem Gaius Servilius (dessen Cognomen in den verschiedenen Quellen nicht einheitlich bezeichnet wird). Wohl derselbe Mugillanus fungierte sodann 422 v. Chr. als einer von drei Konsulartribunen und angeblich 420 v. Chr. als Interrex. In der letztgenannten Funktion soll er unter Hinweis auf auswärtige Gefahren die Beilegung einer innenpolitischen Auseinandersetzung zwischen den Patriziern und Plebejern um die Wahl der höchsten Magistrate dadurch erreicht haben, dass er einen alle Seiten zufriedenstellenden Kompromiss zustande brachte. Demnach stimmten einerseits die Patrizier zu, dass nicht Konsuln, sondern Konsulartribunen gewählt wurden, und verzichteten andererseits die Volkstribunen auf weitere Interzessionen gegen das Zugeständnis, dass die Anzahl der Quästoren zwar auf vier verdoppelt wurde, diese aber unterschiedslos aus den Plebejern und Patriziern gewählt werden durften. Die neu bestimmten Konsulartribunen waren dann jedoch allesamt Patrizier.
430 und 418 v. Chr. amtierte jeweils ein Zensor namens Lucius Papirius, aber für keines dieser beiden Jahre ist sein Cognomen angegeben. Daher ist die mögliche Identifizierung dieser beiden Zensoren mit einer der wahrscheinlich zwei Personen (Vater und Sohn) namens Lucius Papirius Mugillanus ganz unsicher. Anscheinend besaßen schon die antiken Redaktoren der Fasten darüber keine klare Vorstellung. Dass unter den ersten vier Zensorenpaaren dreimal jeweils ein Papirier auftaucht, legt den Verdacht nahe, dass die Zensorenlisten zumindest teilweise gefälscht wurden.
Ein weiterer Lucius Papirius Mugillanus könnte 389 und 380 v. Chr. Konsulartribun gewesen sein.